# 守口出入口
座標: 北緯34度45分10秒 東経135度34分27秒 / 北緯34.752769度 東経135.57403度
守口出入口（もりぐちでいりぐち）は、大阪府守口市にある阪神高速道路12号守口線の出入口。終点となっているハーフICである。大阪市内方面に守口本線料金所（もりぐちほんせんりょうきんじょ）が併設されている。
これまで近畿自動車道とは立体交差しているものの接続はしていなかったが、2014年3月23日に両路線を接続する守口JCTが開通した。だがこの開通時点では、近畿道 両方向から守口線へ、守口線から近畿道 上り線（吹田JCT方面）の3連絡路のみ利用可であった。その後、残りの守口線から近畿道 下り線（松原JCT方面）に向かう連結路も同年7月30日に供用開始し、全面開通となった。

## 道路
- 阪神高速12号守口線

## 料金所

### 守口本線料金所
- ブース数：5
  - ETC専用：2
  - 一般：3

### 案内板
- 守口出入口　摂津　門真

## 接続する道路
- 国道1号（寝屋川バイパス）

## 周辺
- 大日駅 （地下鉄谷町線・大阪高速鉄道大阪モノレール線）
- パナソニック 本社
- Osaka Metro 大日検車場（車庫）
- 大阪市水道局 庭窪浄水場
- イオンモール大日
- 八坂瓊神社

## 隣
阪神高速12号守口線
(12-06)城北出口 - 城北JCT - (12-08)守口出入口 - 守口JCT - (12-09)守口出入口